# Hans Jürgen von Elterlein
Hans Jürgen Claus Georg von Elterlein (* 17. März 1928 in Waldhof; † 8. November 2001 in Stuttgart) war ein deutscher Verlagskaufmann.

## Leben
Hans Jürgen von Elterlein wurde in der Wohnsiedlung Waldhof (später Schwartower Waldhof, heute: Zwarcienko) im Kreis Lauenburg i. Pom. in Pommern geboren. Seine Familie stammte ursprünglich aus dem erzgebirgischen Adelsgeschlecht von Elterlein, das sich nach der gleichnamigen Bergstadt Elterlein benannte.
Hans Jürgen von Elterlein war Verleger des nach ihm benannten Buchdienstes in Stuttgart, in dem u. a. 1983 die Publikation von Heinrich Keims Gefangener der Wälder – Erlebnisbericht erschien. 1988 publizierte er einen Nachdruck von Christian Lehmanns Historischer Schauplatz derer natürlichen Merkwürdigkeiten in dem Meißnischen Ober-Ertz-Gebirge aus dem Jahre 1699.
Aus dem Buchdienst ging der Verlag von Elterlein hervor, dessen besonderes Verdienst in den 1990er Jahren der Reprint von mehreren Chroniken erzgebirgischer Städte wie Annaberg (1658), Eibenstock (1748), Johanngeorgenstadt (1723), Schneeberg (1716) und Zwickau (1839/45) sowie der Meißnische[n] Bergk Chronica von Petrus Albinus aus dem Jahre 1590 war. Die vollständigen Nachdrucke der zeitgenössischen Originale ließ er mit Orts- und Personenregistern und Würdigungen des jeweiligen Chronisten ergänzen, die er teilweise selbst verfasste oder bei Regionalhistorikern wie Willy Roch, Roland Unger, Lutz Mahnke und Jörg Brückner in Auftrag gab bzw. von diesen aufgriff.
Er war Mitglied des Johanniterordens.

## Schriften (Auswahl)
- Kleine Stadt mit langer Bergbautradition – Elterlein und sein historischer Bergbau. In: Sächsische Heimatblätter. Unabhängige Zeitschrift für sächsische Geschichte, Denkmalpflege, Natur und Umwelt, Bd. 41 (1995), 3, S. 153–160.
- Würdigung des Chronisten Johann Paul Oettel. In: Johann Paul Oettel: Alte und neue Historie der Königl. Pohln. und Churfürstl. Sächß. freyen Berg-Stadt Eybenstock im Meißnischen Ober-Erz-Gebürge, Reprintausgabe 1997, S. 1*–2*